# Ralph Breaks the Internet
Ralph Breaks the Internet (alternatieve titel: Wreck-It Ralph 2) is een Amerikaanse animatiefilm uit 2018, van Walt Disney. De film is een vervolg op Wreck-It Ralph uit 2012.

## Verhaal
Het verhaal speelt zich af zes jaar na de gebeurtenissen van de vorige film. Vanellope is weer een speelbaar karakter in de game Suger Rush nadat Turbo in de vorige film de game heeft gesaboteerd. Vanellope vindt intussen de races in Sugar Rush wat te voorspelbaar. Dan breekt een meisje, mede door Ralph en Vanellope's toedoen, per ongeluk de speelkast van het spel Sugar Rush. De fabrikant die de onderdelen maakte, is al jaren gesloten. Het kapotte onderdeel is wel online te vinden op eBay, maar het is te duur waardoor het spel buitengebruik gezet wordt. Hierdoor zijn alle inwoners van Sugar Rush opeens dakloos. Vanellope trekt dan zolang in bij Ralph in het arcadespel Fix-it Felix Jr.. De eigenaar van de speelhal komt dan met een nieuw apparaat met de naam Wi-Fi, zodat er in de speelhal gebruik kan worden gemaakt van internet. Hierdoor ontstaat er een nieuwe doorgang in het centraal station. Ralph en Vanellope reizen door het internet om zo Vanellope's arcadegame te kunnen herstellen.
Ze slagen erin om eBay te vinden maar hebben niet genoeg geld om het onderdeel te kopen, ze moeten binnen een dag voldoende geld hebben. Ze komen er dan achter dat ze voldoende kunnen verdienen indien ze de auto van Shank uit Slaughter Race weten te stelen. Ze proberen dit, maar tevergeefs. Intussen racen Vaneloppe en Shank ook en Slaughter Race blijkt niet zo voorspelbaar als Sugar Rush te zijn. Shank wijst hen dan door naar een zekere Yesss van de videosite Buzzztube. Daar kunnen ze voldoende geld verdienen door video's online te posten indien ze voldoende harten krijgen. Ralph blijft in Buzzztube om video's te maken, terwijl Vanellope met advertenties kijkers probeert te lokken. Vanellope komt uiteindelijk terug in Slaughter Race waar ze tegenover Shank bekent dat ze eigenlijk liever hier racet in plaats van naar huis te gaan. Ralph ziet dat toevallig en probeert haar terug naar huis te laten komen door een virus los te laten in Slaughter Race. Dat loopt uit de hand en Vanellope wordt dan boos op Ralph. Ze leggen het later bij. Ralph heeft intussen voldoende geld verdiend waardoor Sugar Rush terug werkt.
Vanellope blijft in Slaughter Race om wat trucjes van Shank te leren die ze kan gebruiken in Sugar Rush, maar belt Ralph nog regelmatig.

## Rolverdeling
| Personage                                   | Originele versie                                       | Nederlandse versie                                                             | Vlaamse versie       |
| ------------------------------------------- | ------------------------------------------------------ | ------------------------------------------------------------------------------ | -------------------- |
| Wreck-It Ralph                              | John C. Reilly                                         | Frank Lammers                                                                  | Stijn Cole           |
| Vanellope von Schweetz                      | Sarah Silverman                                        | Georgina Verbaan                                                               | Britt Van Der Borght |
| Shank                                       | Gal Gadot                                              | Anouk Maas                                                                     | Jolien Roets         |
| Yesss                                       | Taraji P. Henson                                       | Sharon Doorson                                                                 | Tatyana Beloy        |
| Fix-it Felix Jr.                            | Jack McBrayer                                          | Sascha Visser                                                                  | Michael Pas          |
| Sergeant Tamora Jean Calhoun                | Jane Lynch                                             | Irene Moors                                                                    | Tania Kloek          |
| KnowsMore (Weetmeer)                        | Alan Tudyk                                             | Rolf Koster                                                                    | Sven De Ridder       |
| J.P. Spamley                                | Bill Hader                                             | Richard Groenendijk                                                            | Peter Van de Veire   |
| Double Dan                                  | Alfred Molina                                          | Jim de Groot                                                                   | Alex Agnew           |
| Mr. Litwak                                  | Ed O'Neill                                             | Ad Visser                                                                      | Stan Van Samang      |
| The eboy                                    | Sean Giambrone                                         | Michiel Veenstra                                                               | Maarten Vancoillie   |
| Maybe                                       | Flula Borg                                             | Thijs van Aken                                                                 |                      |
| Butcher Boy                                 | Timothy Simons                                         | Jeroen van Inkel                                                               | Jos Dom              |
| Felony                                      | Ali Wong                                               | Fleur van de Water                                                             |                      |
| Pyro                                        | Hamish Blake                                           | Han van Eijk                                                                   | Vincent Banić        |
| Little Debbie                               | GloZell Green                                          | Cindy Oudshoorn                                                                |                      |
| ebay Elayne                                 | Rebecca Wisocky                                        | Marjolein Spijkers                                                             |                      |
| Lee the Office Nerd                         | Sam Richardson                                         | Murth Mossel                                                                   |                      |
| McNeely                                     | Jaboukie Young-White                                   | Thijs van Aken                                                                 |                      |
| Tapper                                      | Maurice LaMarche                                       | Wiebe-Pier Cnossen                                                             | Sam De Bruyn         |
| Taffyta Muttonfudge (Toffeetia Langestroop) | Melissa Villaseñor                                     | Peggy Vrijens                                                                  | Eline De Munck       |
| Candlehead (Kadelara)                       | Katie Lowes                                            | Pip Pellens                                                                    |                      |
| Rancis Fluggerbutter (Renske Roomboter)     | Jamie Elman                                            | Pip Pellens                                                                    |                      |
| Duncan                                      | Horatio Sanz                                           | Gert-Jan "Brainpower" Mulder                                                   | Vincent Banić        |
| Jimmy                                       | Alex Moffat                                            | Sander van der Poel                                                            |                      |
| Jimmy's Grandma (Jimmy's Oma)               | June Squibb                                            | Marjolein Spijkers                                                             |                      |
| Swati                                       | Della Saba                                             | Mylène Waalewijn                                                               |                      |
| Nafisa                                      | Michaela Zee                                           | Rosanne Waalewijn                                                              |                      |
| Surge Protector                             | Phil Johnston                                          | Huub Dikstaal                                                                  | Sam De Bruyn         |
| Arthur                                      | John DiMaggio                                          | Marcel Jonker                                                                  |                      |
| Sour Bill (Zuurpruim)                       | Rich Moore                                             | Gert-Jan "Brainpower" Mulder                                                   | Sam De Bruyn         |
| Zangief                                     | Rich Moore                                             | Jeroen van Inkel                                                               |                      |
| Colleen                                     | Colleen Ballinger                                      | Peggy Vrijens                                                                  |                      |
| Show Host                                   | Dani Fernandez                                         | Desi van Doeveren                                                              | Dorothee Dauwe       |
| Tiffany                                     | Tiffany Herrera                                        | Fleur van de Water                                                             |                      |
| Ballet Mom (Ballet Moeder)                  | Ana Ortiz                                              | Peggy Vrijens                                                                  |                      |
| News Anchor (Nieuwspresentator)             | Dianna Agron                                           | Sosha Duysker                                                                  | Linde Merckpoel      |
| Hey Nongman                                 | Jason Mantzoukas                                       | Wiebe-Pier Cnossen                                                             |                      |
| Gene (Geert)                                | Raymond S. Persi                                       | Wiebe-Pier Cnossen                                                             | Sven de Ridder       |
| Instagram Pop-Up                            | Fuschia!                                               | Fleur van de Water                                                             |                      |
| Sonic the Hedgehog                          | Roger Craig Smith                                      | Sander van der Poel                                                            | Juan Gerlo           |
| Buzz Lightyear                              | Tim Allen                                              | Jan Elbertse                                                                   | Vic De Wachter       |
| Eeyore (Iejoor)                             | Brad Garrett                                           | Paul Klooté                                                                    | Ivan Pecnik          |
| C-3PO                                       | Anthony Daniels                                        | Rolf Koster                                                                    |                      |
| Grumpy (Grumpie)                            | Corey Burton                                           | Reinder van der Naalt                                                          |                      |
| Baby Groot                                  | Vin Diesel                                             | Huub Dikstaal                                                                  |                      |
| Auctioneers (Veilingmeesters)               | Jason Hightower Brain Curless Ann Colgin Viveca Paulin | Huub Dikstaal Peggy Vrijens Rolf Koster Sander van der Poel Wiebe-Pier Cnossen |                      |
| FN-3181                                     | Michael Giacchhino                                     | Huub Dikstaal                                                                  |                      |
| Stormtroopers                               | Kevin Deters Jeremy Milton Jesse Averna                | Huub Dikstaal Marcel Jonker Wiebe-Pier Cnossen                                 |                      |
| Mo's Mom (Mo's Mom)                         | Nicole Scherzinger                                     | Anneke Beukman                                                                 |                      |
| Baby Mo                                     | Brittany Kikuchi                                       | Isa Lammers                                                                    |                      |
| Goat (Geit)                                 | Olivier Bénard                                         | Olivier Bénard                                                                 | Olivier Bénard       |
| Ben                                         | Ben McKee                                              | Fred Meijer                                                                    |                      |
| Daniel                                      | Daniel Platzman                                        | Daniel Platzman                                                                | Daniel Platzman      |
| Dan                                         | Dan Reynolds                                           | Dan Reynolds                                                                   | Dan Reynolds         |
| Wayne                                       | Wayne Sermon                                           | Wayne Sermon                                                                   | Wayne Sermon         |
| Pocahontas                                  | Irene Bedard                                           | Canick Hermans                                                                 | Charlotte Campion    |
| Anna                                        | Kristen Bell                                           | Noortje Herlaar                                                                | Aline Goffin         |
| Ariel                                       | Jodi Benson                                            | Laura Vlasblom                                                                 | Cathy Petit          |
| Moana (Vaiana)                              | Auli'i Cravalho                                        | Vajèn van den Bosch                                                            | Laura Tesoro         |
| Cinderella (Assepoester)                    | Jennifer Hale                                          | Joke de Kruijf                                                                 | Daphne Paelinck      |
| Aurora / Sleeping Beauty (Doornroosje)      | Kate Higgins                                           | Joke de Kruijf                                                                 | Ditte Jaspers        |
| Jasmine                                     | Linda Larkin                                           | Laura Vlasblom                                                                 |                      |
| Merida                                      | Kelly Macdonald                                        | Caro Lenssen                                                                   | Evelien Bosmans      |
| Elsa                                        | Idina Menzel                                           | Willemijn Verkaik                                                              | Elke Buyle           |
| Rapunzel                                    | Mandy Moore                                            | Kim-Lian van der Meij                                                          | Deborah De Ridder    |
| Belle                                       | Paige O'Hara                                           | Joke de Kruijf                                                                 | Tinne Oltmans        |
| Snow White (Sneeuwwitje)                    | Pamela Ribon                                           | Maria Hengst                                                                   | Lauren De Ruyck      |
| Tiana                                       | Anika Noni Rose                                        | Linda Wagenmakers                                                              | Marjan De Gendt      |
| Mulan                                       | Ming-Na Wen                                            | Linda Wagenmakers                                                              | Karina Mertens       |

De overige originele stemmen worden ingesproken door: Elise Aliberti, Jenica Bergere, Tucker Gilmore, Gabriel Guy, Michael Herrera, Emmett Johnston, Fia Johnston, John Lavelle, Fabbienne Rawley, Molly Reardon, Maddix Robinson, Bradford Simonsen, Ruth Strother, Emerson Thomas-Gregory, Josie Trinidad en Dean Wellins.

De Nederlandse nasynchronisatie is geregisseerd door Hilde de Mildt, en vertaald door John Tak. De overige Nederlandse stemmen zijn ingesproken door: Canick Hermans, Cindy Oudshoorn, Dennis Breedveld, Desi van Doeveren, Edna Kalb, Edward Reekers, Fleur van de Water, Fred Meijer, Gert-Jan "Brainpower" Mulder, Han van Eijk, Huub Dikstaal, Isa Lammers, Jan Elbertse, Marcel Jonker, Maria Hengst, Marjolein Spijkers, Milan van Weelden, Murth Mossel, Paul Klooté, Peggy Vrijens, Pip Pellens, Reinder van der Naalt, Saar van Aken, Sander van der Poel, Sosha Duysker, Thijs van Aken, Veerle Burmeister en Wiebe-Pier Cnossen. Het koor van de Nederlandse versie van "A Place Called Slaughter Race" bestaat uit Cindy Oudshoorn, Edward Reekers, Fleur van de Water, Han van Eijk, Huub Dikstaal, Marcel Jonker, Marjolein Spijkers, Sander van der Poel en Wiebe-Pier Cnossen.

## Achtergrond

### Productie
Gesprekken voor een Wreck-It Ralph- vervolg begonnen in oktober 2012 en doorlopen drie verschillende scripts voordat ze zich op het uiteindelijke complot vestigden. De film werd officieel aangekondigd in juni 2016, waarbij veel van de originele cast bevestigde dat ze hadden getekend, met nieuwe leden die werden toegevoegd in 2018. Het markeert het eerste langspeelfilm-vervolg van Walt Disney Animation Studios sinds Fantasia 2000, dat een vervolg op de animatiefilm Fantasia uit 1940. Het is ook het eerste geanimeerde vervolg van de studio dat gecreëerd wordt door het schrijf / leidinggevende team van de originele film.

## Trivia
- De Disney prinsessen spelen een belangrijke rol in de film. Hiervoor haalde Disney alle nog levende Amerikaanse actrices terug. Hierdoor zijn er sommige acteurs die hun rol na lange afwezigheid terug hernemen, zoals Paige O'Hara (Belle) die moest stoppen omdat ze te oud was geworden voor de rol en Kelly MacDonald die enkel voor de animatiefilm Brave de stem van Merida had gedaan en daarna vervangen werd door actrice Ruth Connell.